# Мечі Курфюрста Саксонського

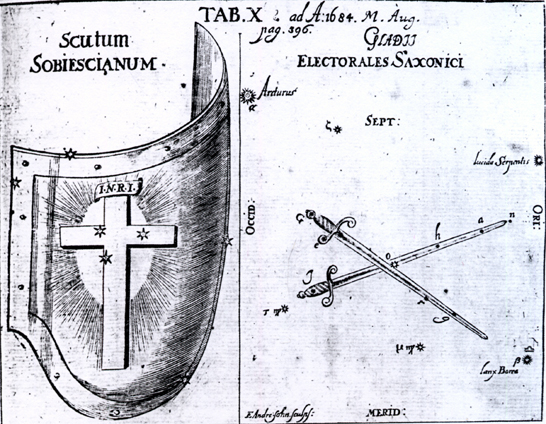
Рисунок із публікації 1684 року, де було введено сузір'я Щита разом із сузір'ям Мечів Курфюрста Саксонського.

Мечі Курфю́рста Саксо́нського (лат. Gladii Electorales Saxonici) — відмінене сузір'я. Запропоноване Готфрідом Кірхом у 1684 році в журналі Acta eruditorum саме в тій статті, де Ян Гевелій увів сузір'я Щита. Вважається, що сузір'я Мечів Курфюрста Саксонського ніким не використовувалось, окрім самого Готфріда Кірха.
Сузір'я запропоноване на честь Йоганна Георга III — курфюрста Саксонії, де на той час власне і проживав Готфрід Кірх. 
Малюнок сузір'я зображував герб саксонського курфюрста у вигляді двох перехрещених мечів. Найяскравіші зорі сузір'я Готфрід Кірх позначив латинськими літерами так, щоб вздовж одного меча вони створювали напис «Johan», а вздовж другого — «Georg».
На перехресті мечів знаходиться найяскравіша зоря сузір'я 3,7 m, на той час позначена як o, а зараз відома як 109 Діви.
Сузір'я включало в себе частини сучасних сузір'їв Волопаса, Змії, Терезів та Діви. Воно знаходилось в ділянці обмеженій зорями α Волопаса, α Змії, β Терезів, μ Діви й τ Діви, проте останні дві зорі не належали до сузір'я Мечів Курфюрста Саксонського.